# クズクビボソハムシ
クズクビボソハムシ（葛頸細葉虫、Lema diversipes）はクズの葉上に生息するハムシ科クビボソハムシ属に属する中国原産の外来種で、2016年に東京都で確認された。

## 形態
成虫は背面が橙色で、腹面は黒色。体長6-7mm程度で、一見ウリハムシと似ている。クビボソハムシ属の特徴として、胸部は幅が狭く、鞘翅に細かい点々が縦に並ぶ。幼虫は頭が黒色で、若い幼虫は腹が淡褐色の半透明で球状に膨らむ。成長した幼虫は腹が黒く長くなる。

## 生態
成虫はクズの葉上で葉を食べて穴を開ける。近づくと身軽に飛び立つ。クズの葉上に、橙色の卵を林立させて産みつける。幼虫はクズの葉の裏側に多数が横に並んで一斉に葉を食べ、尻のやや高いところにある肛門から黒い糞を出す。クズの葉にとても大きい穴を開ける。

## 分布
中国南東部、台湾。日本では東京都や兵庫県で確認されている。

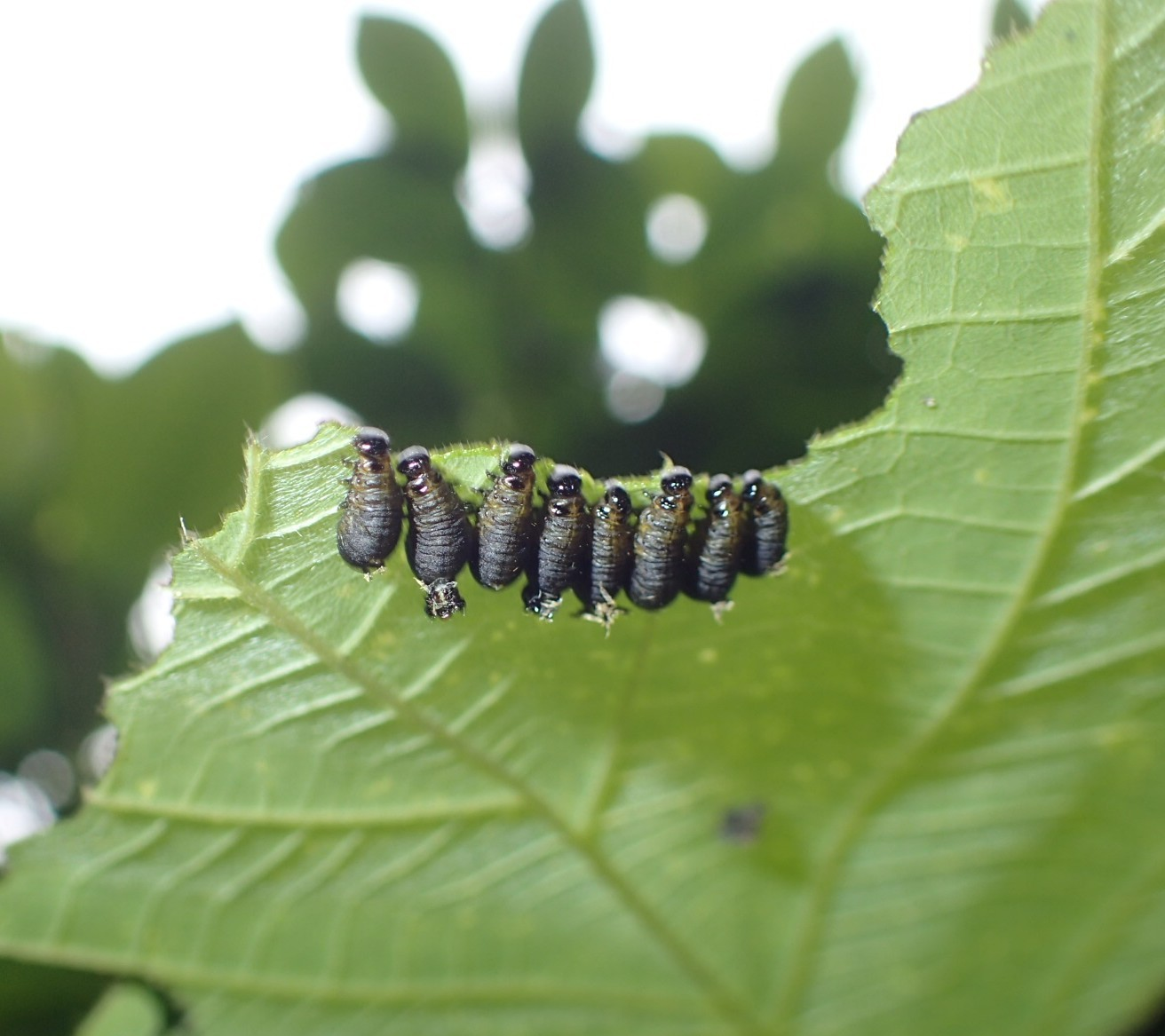
大勢でクズの葉を食う幼虫
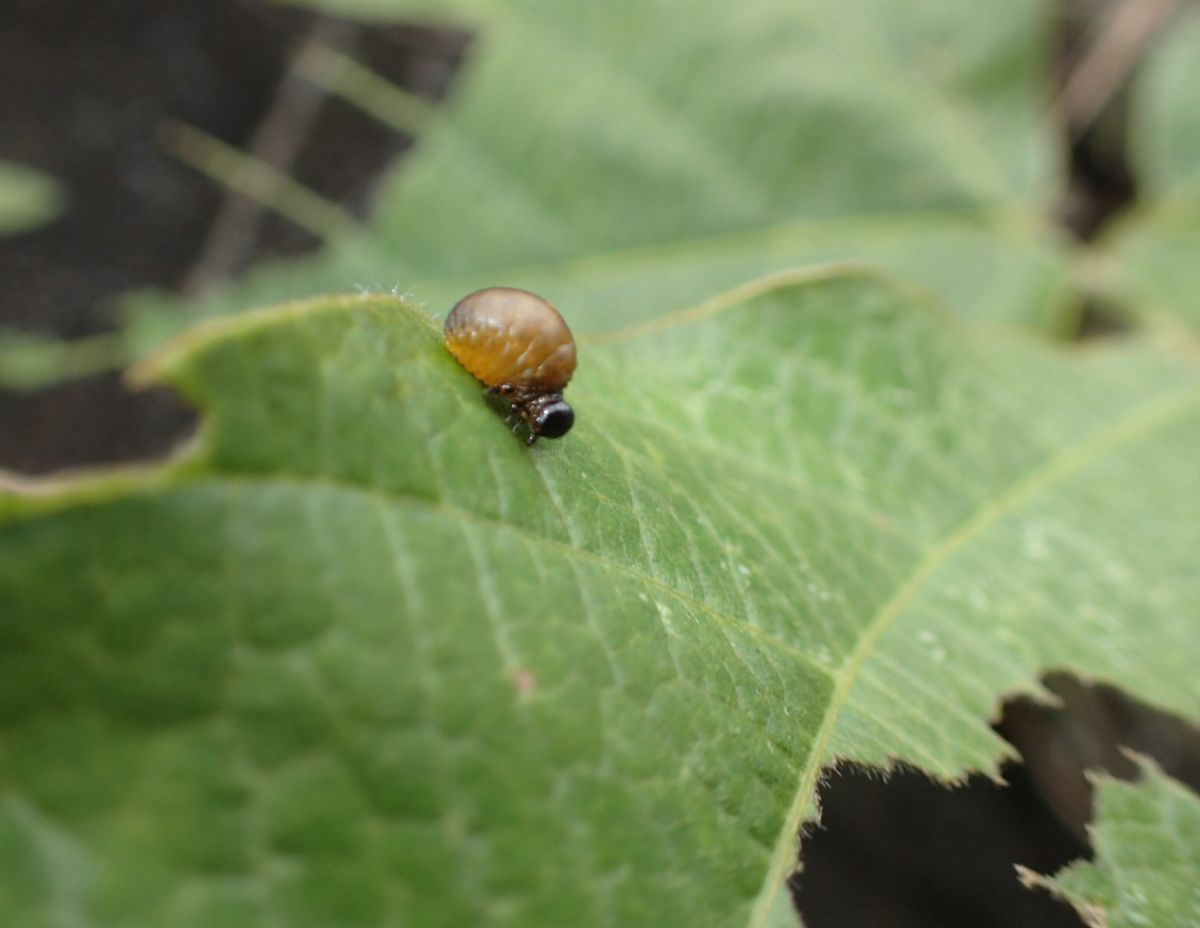
腹がふくらんだ若い幼虫